# إثيل إدواردز
إثيل إدواردز (بالإنجليزية: Ethel Edwards)‏ هي رسامة أمريكية، ولدت في 1914 في نيو أورلينز في الولايات المتحدة، وتوفيت في 1999.